# 肠内酯
肠内酯（英語：Enterolactone）是一种有机化合物，属于一种肠木脂素，化学式为C18H18O4。它是由肠道细菌分解食物中存在的植物木脂素产生。

## 健康效益
肠内酯被认为对人类具有有益的健康作用。流行病学研究表明，乳腺癌患者的肠内酯浓度低于健康人群，这可能表明肠内酯具有抗癌作用。肠内酯和一些木脂素也可能对心血管疾病有预防作用。